# Саканделидзе, Георгий
Георгий Саканделидзе (груз. გიორგი საკანდელიძე; 29 марта 1990) — грузинский и катарский борец вольного стиля, призёр чемпионатов Азии.

## Биография
Родился в 1990 году в Грузии. В 2009 году стал серебряным призёром чемпионатов Европы и мира среди юниоров, в 2010 году стал чемпионом Европы и бронзовым призёром чемпионата мира среди юниоров. После перехода из юниоров во взрослые он смог, выступая за Грузию, добиться лишь 22-го места на чемпионате мира 2014 года.
С 2018 года выступает за Катар. В 2018 году в Бишкеке стал серебряным призёром чемпионата Азии, уступив в финале Давиту Модзманашвили, представляющего Узбекистан.